# Coloración animal

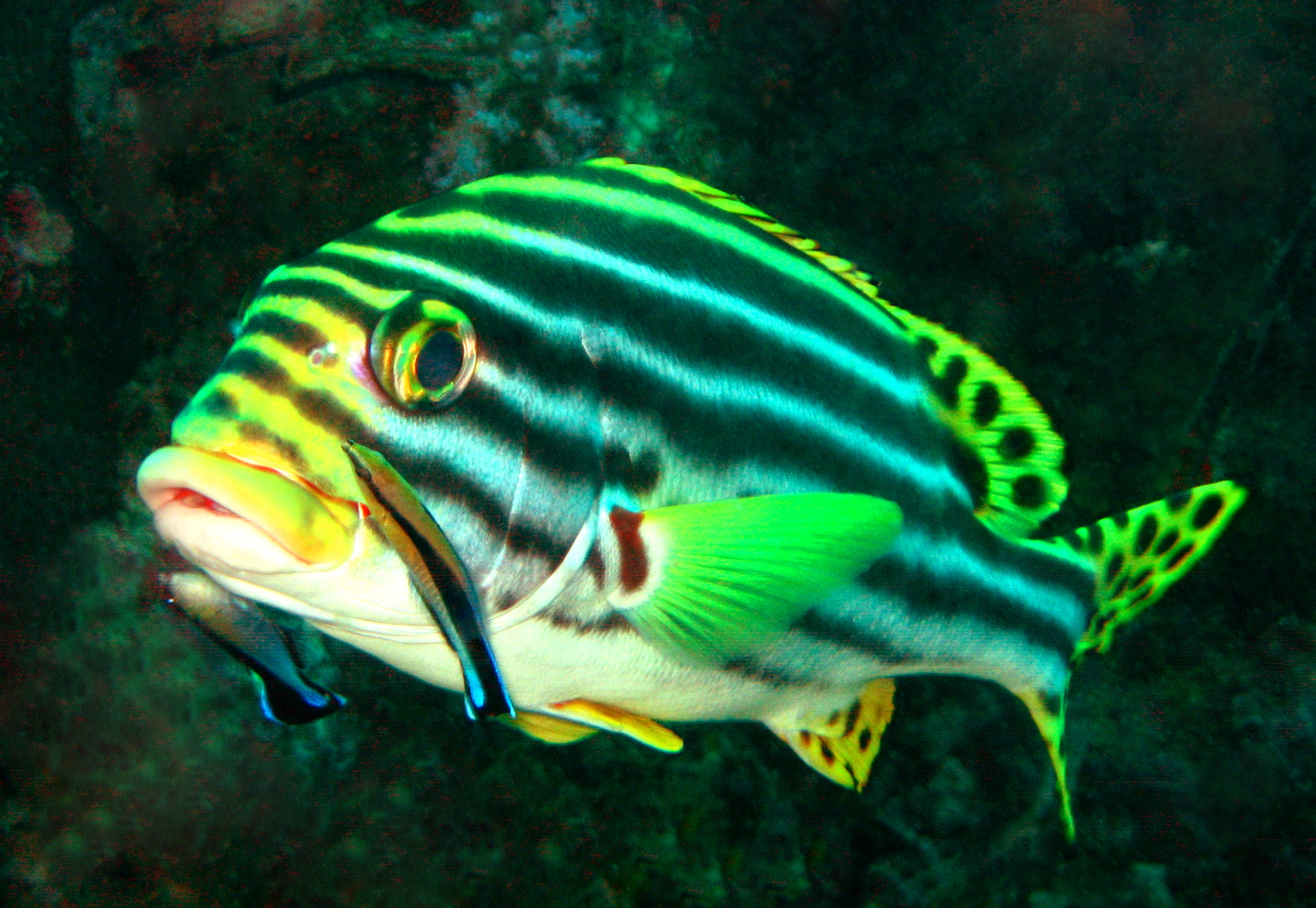
Un pez labios dulces oriental de colores brillantes (Plectorhinchus vittatus) espera mientras que dos peces limpiadores de patrón negrilla (Labroides dimidiatus) recogen los parásitos de su piel. La cola manchada y el patrón de la aleta del pez labios dulces señala la madurez sexual; el comportamiento y el patrón de los peces limpiadores señala su disponibilidad para el servicio de limpieza, en lugar de como presa.

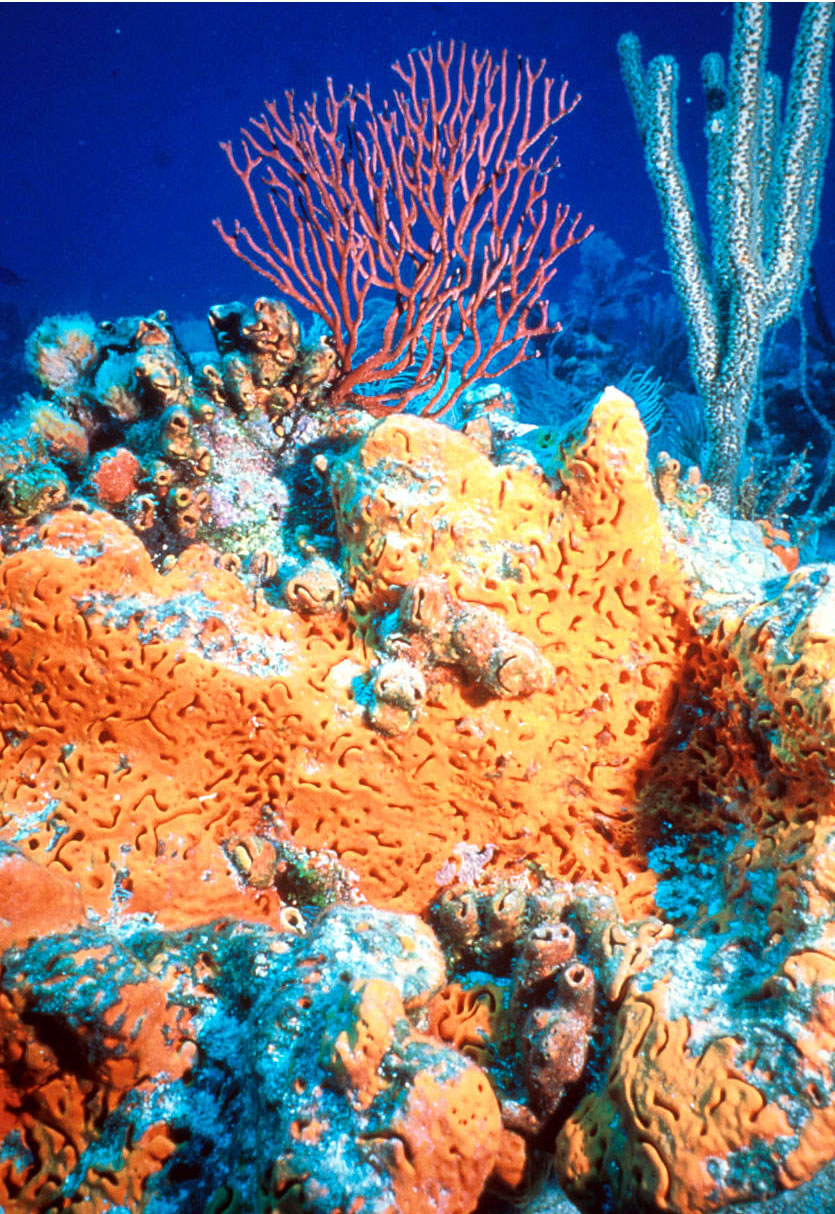
Coloración naranja brillante de la esponja oreja de elefante, Agelas clathrodes señala su sabor amargo hacia los depredadores.

La coloración animal es el aspecto general de un animal que resulta de la reflexión o emisión de luz de sus superficies. Algunos animales son de colores brillantes, mientras que otros son difíciles de ver. En algunas especies, como el pavo real, el macho tiene patrones fuertes, colores llamativos y es iridiscente, mientras que la hembra es mucho menos visible.
Hay varias razones del por qué los animales tienen distintos colores evolucionados. El camuflaje permite a un animal permanecer oculto a la vista. La señalización permite a un animal comunicar información tal como una advertencia de su capacidad para defenderse (aposematismo). Los animales también utilizan el color en anuncios, servicios de señalización, tales como la limpieza de animales de otras especies; para señalar la condición sexual de otros miembros de la misma especie; y en la mímica, aprovechando la coloración de advertencia de otra especie. Algunos animales utilizan el color para desviar los ataques de sobresalto (comportamiento deimático), sorprendiendo a un depredador, por ejemplo, con manchas oculares u otros destellos de color, y posiblemente por el deslumbramiento de movimiento, confundiendo el ataque de un depredador moviendo un patrón en negrilla (como rayas de la cebra) rápidamente. Algunos animales son de color para la protección física, tales como pigmentos en la piel para proteger contra las quemaduras solares, mientras que algunas ranas pueden aclarar u oscurecer su piel para regular la temperatura. Por último, los animales pueden ser de color de paso. Por ejemplo, la sangre es de color rojo debido a que el pigmento hemo necesario para llevar el oxígeno en rojo. Los animales de colores en estas formas pueden no haber seguido los patrones naturales.
Los animales producen color en diferentes maneras. Los pigmentos son partículas de material de color. Los cromatóforos son células que contienen pigmento, que pueden cambiar su tamaño para hacer su color más o menos visible. Algunos animales, incluyendo muchas mariposas y aves, tienen estructuras microscópicas en escamas, pelos o plumas que les dan colores iridiscentes brillantes. Otros animales, incluyendo calamares y algunos peces de aguas profundas pueden producir luz, a veces de diferentes colores. Los animales a menudo utilizan dos o más de estos mecanismos juntos para producir los colores y efectos que necesitan.

## Historia

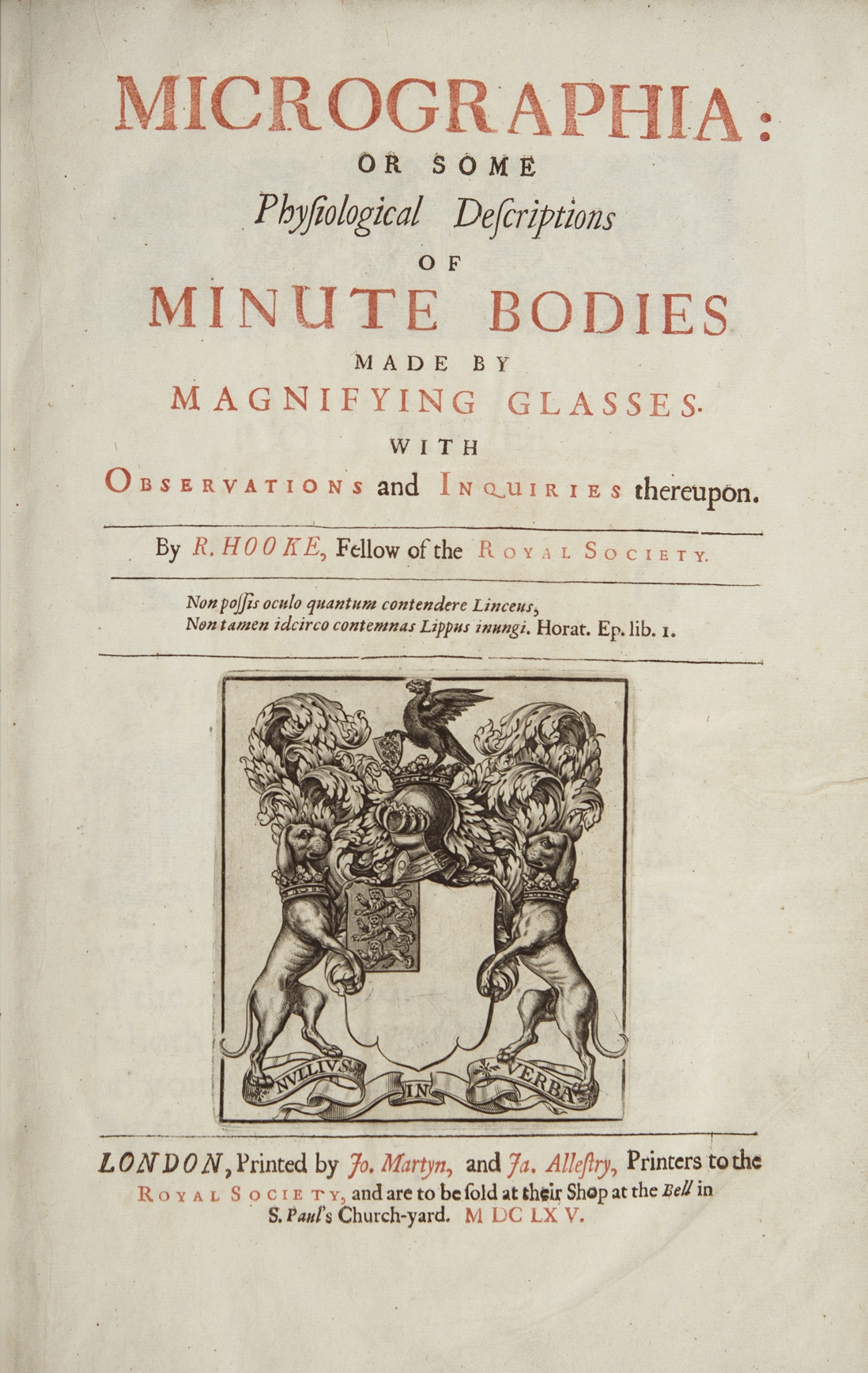
Micrographia de Robert Hooke

La coloración animal ha sido un tema de interés e investigación en la biología por siglos.
En su libro de 1665 Micrographia, Roberto Hooke describe los "fantásticos" colores (estructural, no pigmentos) colores en las plumas del pavo real:

Las partes de las plumas de este glorioso pájaro a través del microscopio, no menos llamativas y luego hacen todo Plumas; para, como para el ojo desnudo 'es evidente que el vástago o canilla de cada pluma en la cola envía multitudes de las ramas laterales, ... así cada uno de esos hilos en el microscopio aparece un gran cuerpo de largo, que consiste en una multitud de piezas que reflejan brillantes. 
 ... sus lados superiores me parecen consistir en una multitud de cuerpos de chapa delgada, que están más delgadas, y se encuentran muy próximos entre sí, y por lo tanto, al igual que  madre de la perla conchas, no lo hacen solo para reflejar una luz muy rápido, sino para matizar la luz de una manera más curiosa; y por medio de varias posiciones, con respecto a la luz, reflejan de vuelta ahora un color, y luego otro, y los más vívidamente. Ahora, que estos colores son los únicamente fantásticos, es decir, tal como surgen inmediatamente de las refracciones de la luz, me encontré con esto, que el agua de humectación estas partes coloridas destruyen sus colores, que parecen proceder de la alteración de la reflexión y de la refracción.
Robert Hooke

De acuerdo a la teoría de Charles Darwin en 1859 de la selección natural, las características como coloración evolucionaron proporcionando a los animales individuales con una ventaja reproductiva. Por ejemplo, los individuos con un poco mejor camuflaje que otros de la misma especie, en promedio, dejan más descendencia. En el Origen de las Especies, Darwin escribió:

Cuando vemos que comen hojas verdes los insectos, y la corteza y alimentadores moteada de color gris; la  perdiz nival alpina blanco en invierno, el  rojo-urogallo el color de brezo, y la  negro-urogallo la de turba tierra, tenemos que creer que estos tintes son de servicio a estas aves e insectos en la preservación del peligro. Ortega, si no es destruido en algún momento de sus vidas, aumentaría en número incontable; que se sabe que sufren gran parte de las aves de presa; y halcones se guían por la vista a su presa, tanto es así, que en las partes de las personas continentales son advertidas de no mantener las palomas blancas, como la más susceptibles a la destrucción. Por lo tanto, no veo ninguna razón para dudar de que la selección natural podría ser más eficaz en dar el color adecuado a cada tipo de urogallos, y de acuerdo ese color, una vez adquirida, la verdadera y constante.
Charles Darwin

El libro de Henry Walter Bates en 1863 El Naturalista en el río Amazonas describe sus extensos estudios de los insectos en la cuenca del Amazonas,  especialmente las mariposas. Descubrió que aparentemente las mariposas similares a menudo pertenecen a diferentes familias, con una especie inofensiva imitando una mímica venenosa o de sabor amargo para reducir su probabilidad de ser atacado por un depredador, en el proceso que se llamó después de él, mímica Batesiana.

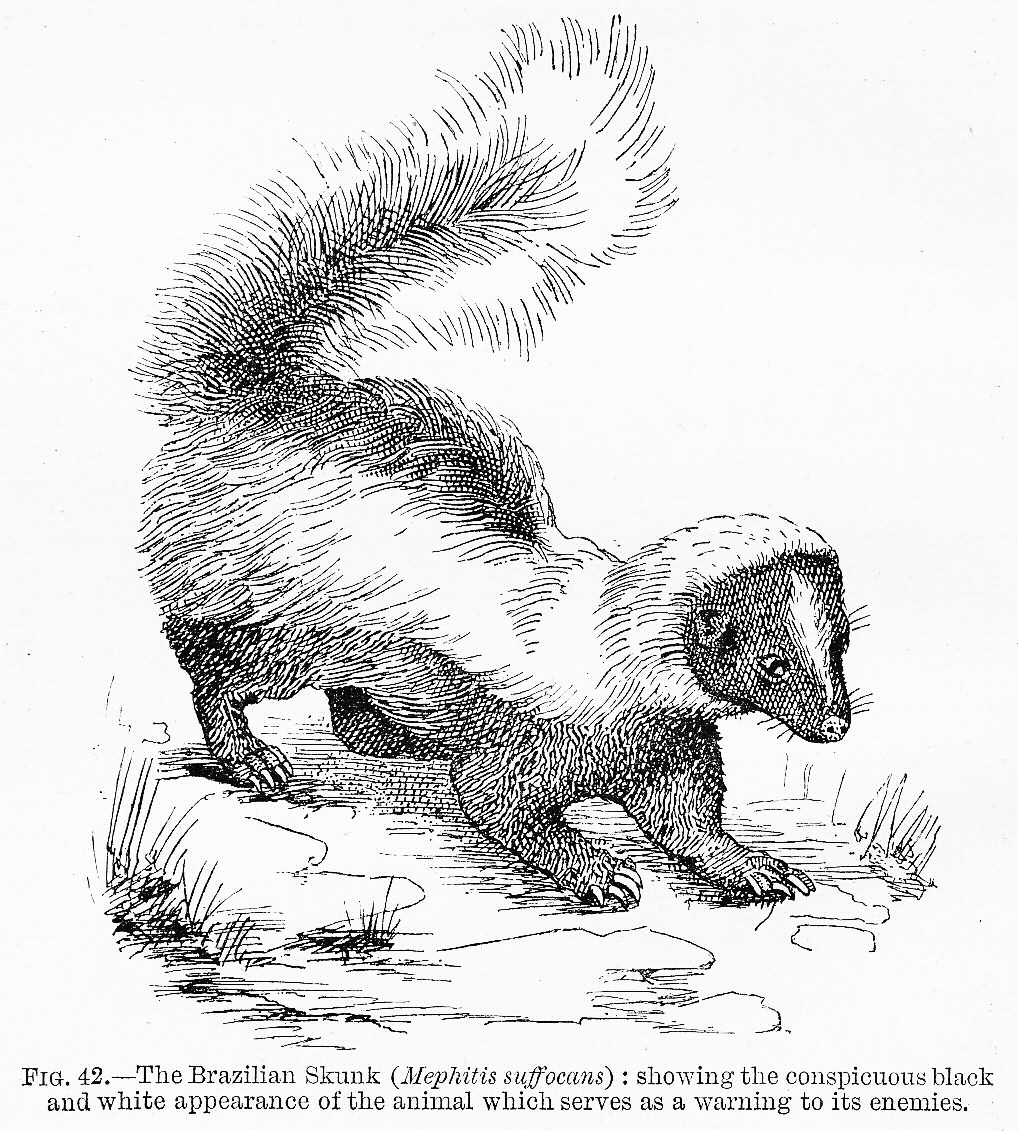
Advertencia de coloración de la mofeta en el libro de Edward Bagnall Poulton Los colores de los Animales de 1890.

El libro fuertemente darwinista en 1890 de Edward Bagnall Poulton "Los colores de los animales, su significado y su uso, especialmente en el caso de los insectos" expuso el caso de tres aspectos de la coloración de los animales que son aceptadas masivamente en la actualidad, pero son polémicos o totalmente nuevos en el tiempo. Se apoyó firmemente la teoría de la selección sexual de Darwin, con el argumento de que las diferencias obvias entre las aves macho y hembra, como el faisán de Argus fueron seleccionados por las hembras, señalando que el plumaje macho brillante se encuentra sólo en las especies "que cortejan por día". El libro introduce el concepto de selección dependiente de la frecuencia, como cuando las imitaciones comestibles son menos frecuentes que los modelos de mal gusto cuyos colores y patrones se copian. En el libro, Poulton también acuñó el término aposematismo para advertir a la coloración, la que identificó en ampliamente diferentes grupos de animales, incluyendo mamíferos (como la mofeta), abejas y avispas, escarabajos y mariposas.
El libro de Frank Evers Beddard en 1892 "Coloración Animal" reconoció que existía la selección natural pero examinó su aplicación al camuflaje, mímica y la selección sexual muy crítica. El libro fue a su vez muy criticado por Poulton.

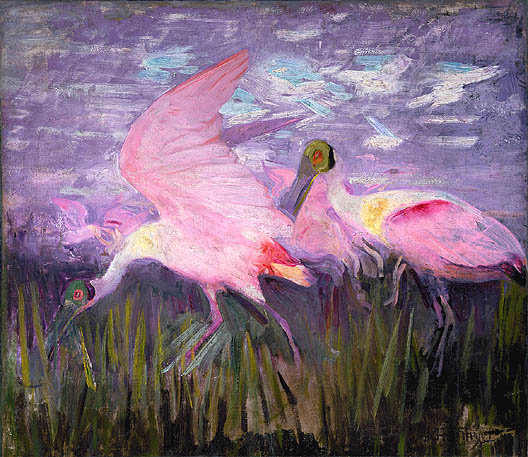
En Roseate Spoonbills 1905-1909, Abbott Handerson Thayer trató de mostrar que incluso el rosa brillante de estas aves conspicuas tenía una función críptica.

El libro de Abbott Handerson Thayer en 1909 "Encubrimiento-Coloración en el Reino Animal" completado por su hijo Gerald H. Thayer, argumentó correctamente para el uso generalizado de cripsis entre los animales, y en particular, describe y explica la contracoloración por primera vez. Sin embargo, los Thayer estropearon su caso con el argumento de que el camuflaje era el único propósito de coloración de los animales, lo que les llevó a afirmar que incluso el plumaje brillante de color rosa del flamenco o la espátula rosada era críptica contra el cielo momentáneamente de color rosa al amanecer o al atardecer. Como resultado, el libro fue burlado por los críticos incluso Theodore Roosevelt  "por haber empujado [la "doctrina" de la coloración de encubrimiento] a tal extremo tan fantástico e incluir tales absurdos como para instar a la aplicación del sentido común a la misma"
El libro de 500 páginas de Hugh Bamford Cott "Coloración Adaptativa en Animales" publicada en el tiempo de guerra de 1940, describe sistemáticamente los principios de camuflaje y el mimetismo. El libro contiene cientos de ejemplos, más de un centenar de fotografías, dibujos propios precisos y artísticos de Cott y 27 páginas de referencias. Cott se centró especialmente en el "contraste perturbador máximo", el tipo de patrón utilizado en camuflaje de los militares, tales como el material de patrón de interrupción. De hecho, Cott describe tales aplicaciones:

el efecto de un patrón de interrupción es romper lo que es realmente una superficie continua en lo que parece ser una serie de superficies discontinuas ... que contradicen la forma del cuerpo sobre la que se superponen.
Hugh Cott

## Razones evolutivas para la coloración animal

### Camuflaje
Uno de los pioneros de la investigación en la coloración de los animales, Edward Bagnall Poulton clasificó las formas de coloración protectora, de una manera que sigue siendo útil. Describió: semejanza de protección; semejanza agresiva; protección accidental; y la semejanza de protección variable. Éstos están cubiertos a su vez a continuación.

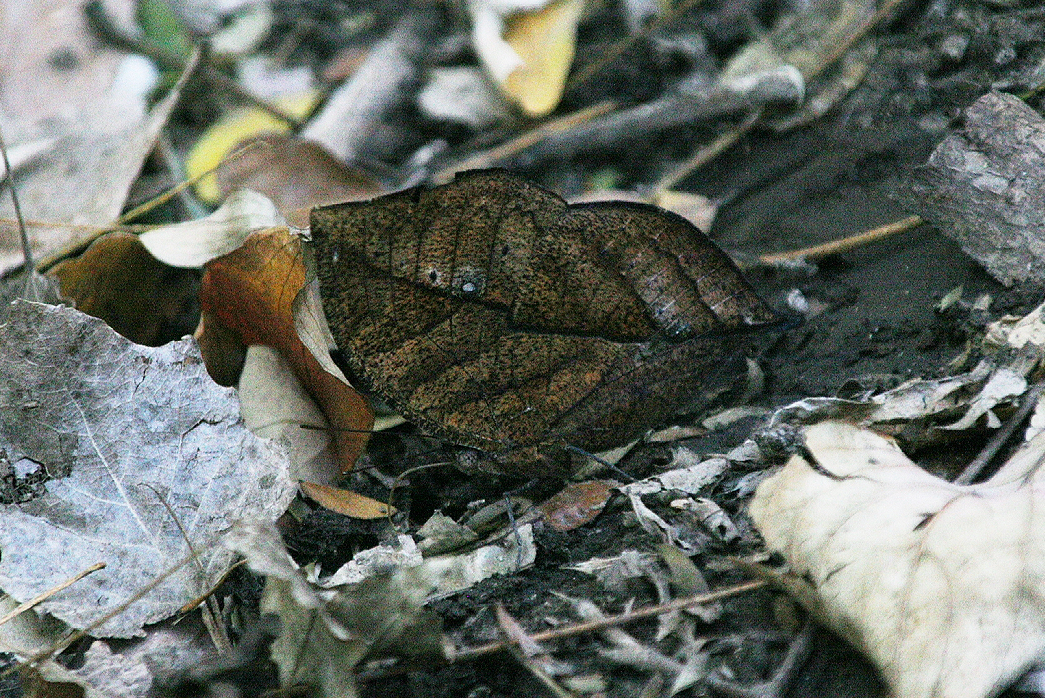
Una hoja naranja camuflajeanda de mariposa, Kallima inachus (centro) muestra la semejanza de protección.

La semejanza de protección es utilizada por la presa para evitar la depredación. Incluye la semejanza de protección especial, que ahora se llama mimetismo, donde el animal entero se parece a algún otro objeto, por ejemplo, cuando una oruga se asemeja a una rama o una caída de aves. En semejanza de protección en general, que ahora se llama cripsis, la textura del animal se mezcla con el fondo, por ejemplo, cuando el color y el patrón de una polilla se mezclan con la corteza del árbol.

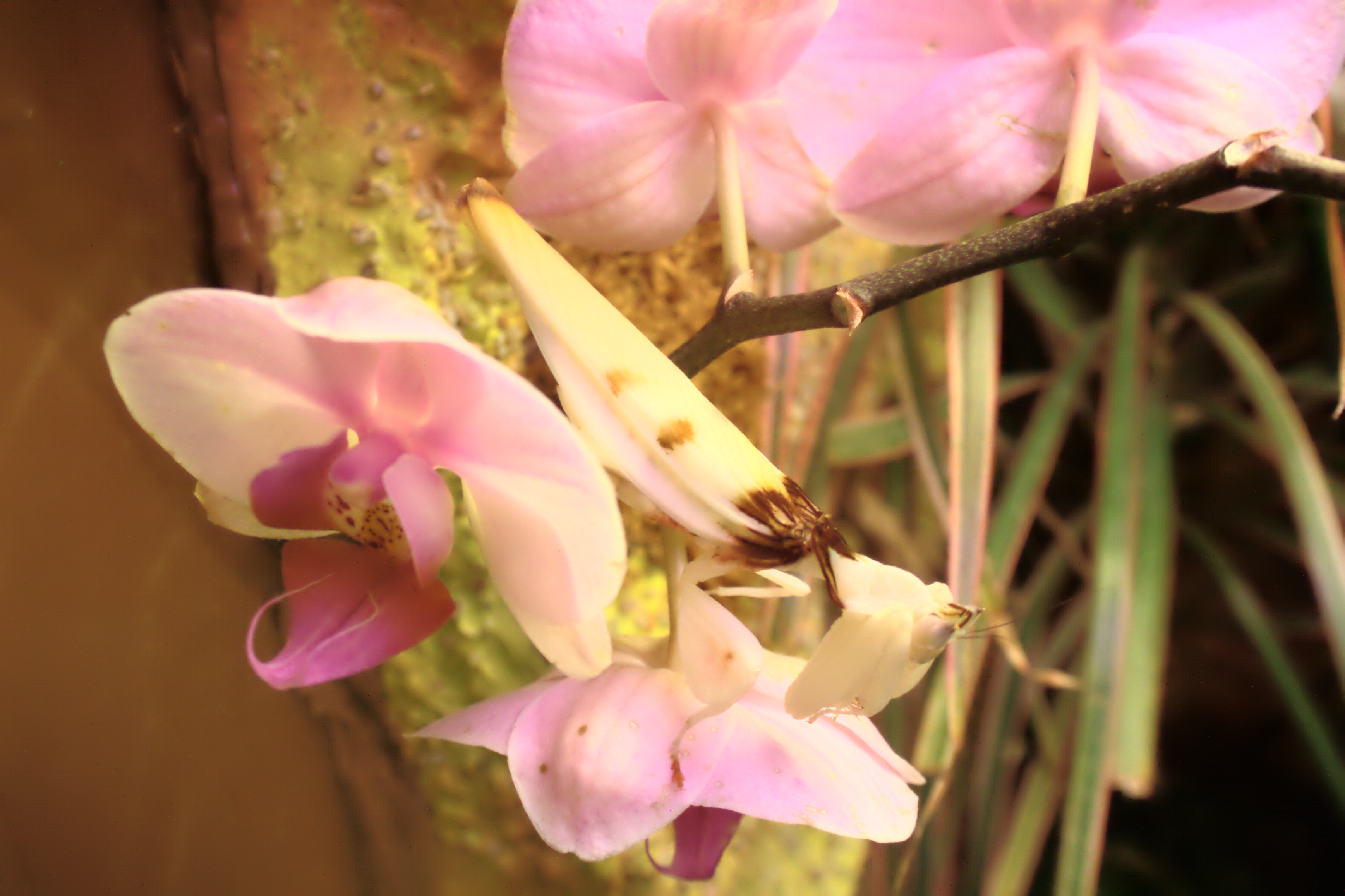
Un flor de mantis, Hymenopus coronatus, muestra la semejanza especial agresiva.

La semejanza agresiva es utilizada por los depredadores o parásitos. En la semejanza especial agresiva, el animal se ve como algo más, atrayendo a la presa o el anfitrión de enfoque, por ejemplo, cuando una mantis flor se asemeja a un tipo particular de flor, como una orquídea. En general la semejanza agresiva, el depredador o parásito se mezcla con el fondo, por ejemplo, cuando un leopardo es difícil de ver en la hierba.
Para la protección accidental, un animal utiliza materiales como ramitas, arena o piezas de concha para ocultar su contorno, por ejemplo cuando una larva de la mosca caddis construye un caso decorado, o cuando un cangrejo decorador decora su parte trasera con algas, esponjas y piedras.
En la semejanza de protección variable, un animal tal como un camaleón, peces planos, calamares o pulpos cambian su modelo de la piel y el color utilizando células cromatóforas especiales para parecerse a cualquier fondo en el que estén descansando (así como para la señalización)
Los principales mecanismos para crear las semejanzas descritas por Poulton, ya sea en la naturaleza o en aplicaciones militares, son cripsis, integrado en el fondo con el fin de llegar a ser difícil de ver (esto abarca tanto semejanza especial como semejanza general); el patrón perturbador, el uso del color y el patrón para romper el contorno del animal, que se refiere principalmente a semejanza general; mimesis, parecido a otros objetos de no interés especial para el observador, que se refiere a la semejanza especial; contrasombreado, utilizando color graduado para crear la ilusión de planitud, que se refiere principalmente a semejanza general; y contrailuminación, que produce luz para que coincida con el fondo, sobre todo en algunas especies de calamar.
El contrasombreado fue descrito por primera vez por el artista estadounidense Abbott Handerson Thayer, un pionero en la teoría de la coloración de los animales. Thayer observa que mientras un pintor toma un lienzo plano y utiliza pintura de color para crear la ilusión de solidez al pintar en las sombras, animales como el ciervo son a menudo más oscuros en la espalda, llegando a ser más claros hacia el vientre, creando (como observó el zoólogo Hugh Cott) la ilusión de planitud, y en contra de un fondo a juego, de la invisibilidad. La observación de Thayer "Los animales son pintados por la naturaleza, más oscuros en las partes que tienden a ser más iluminadas por la luz del cielo, y viceversa" se llama la ley de Thayer.

### Señalización

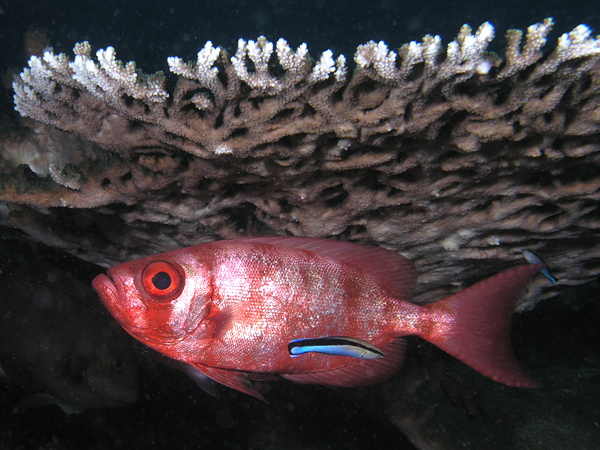
Un pez limpiador señala de sus servicios de limpieza a un pez ardilla gigante.

El color se utiliza ampliamente para la señalización en animales tan diversos como las aves y los camarones. La señalización abarca al menos tres propósitos:
- publicidad, para señalar una capacidad o servicio a otros animales, ya sea dentro de una especie o no
- selección sexual, en donde miembros de un sexo escogen a su pareja con los miembros del color adecuado del otro sexo, impulsando así el desarrollo de este tipo de colores
- advertencia, para indicar que un animal es perjudicial, por ejemplo, que puede picar, es venenoso o es de sabor amargo. Las señales de advertencia pueden ser imitadas con veracidad o sin veracidad.

#### Publicidad
Las señales de coloración de publicidad indica la capacidad de un animal para otros animales. Estos pueden ser de la misma especie, como en la selección sexual, o de diferentes especies, como en la simbiosis de limpieza. Las señales, que a menudo combinan el color y el movimiento, pueden ser entendidas por muchas especies diferentes; por ejemplo, las estaciones de limpieza del camarón coralino congregado Stenopus hispidus  son visitados por diferentes especies de peces, e incluso por los reptiles como las tortugas marinas carey.

#### Selección sexual

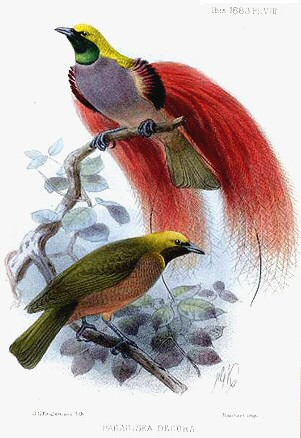
Un ave macho Goldie de paraíso se muestra a una hembra.

Darwin observó que los machos de algunas especies, como aves del paraíso, eran muy diferentes de las hembras.
Darwin explicó estas diferencias entre machos y hembras en su teoría de la selección sexual en su libro El origen del hombre. Una vez que las hembras comienzan a seleccionar los machos de acuerdo con cualquier característica particular, como por ejemplo una cola larga o una cresta de color, esta característica se enfatiza más y más en los machos. Eventualmente, todos los machos tendrán las características que las hembras seleccionan sexualmente, sólo aquellos machos que pueden reproducirse. Este mecanismo es lo suficientemente potente como para crear características que son muy desventajosas para los machos de otras maneras. Por ejemplo, algunas de las aves macho paraíso tienen alas o la cola serpentina que son tan largas que impiden el vuelo, mientras que sus colores brillantes pueden hacer que los machos sean más vulnerables a los depredadores. En el extremo, la selección sexual puede conducir a la extinción de especies, como se ha argumentado a favor de los enormes cuernos del alce irlandés de sexo masculino, que pudo haber hecho difícil para los machos maduros que se muevan o coman.
Diferentes formas de selección sexual son posibles, incluyendo la rivalidad entre los machos, y la selección de las hembras por los machos.

#### Advertencia

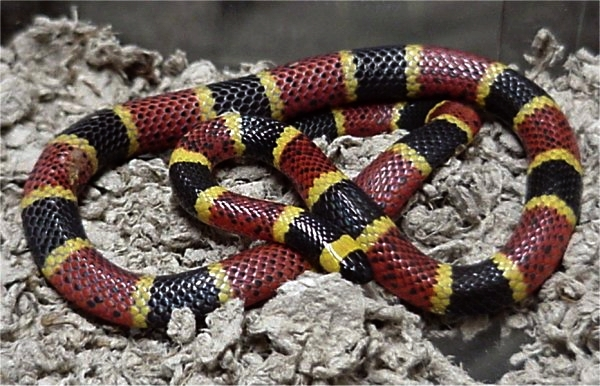
Una serpiente de coral venenosa utiliza colores brillantes para advertir a posibles depredadores.

La coloración de advertencia (aposematismo) es efectivamente el "contrario" del camuflaje, y un caso especial de la publicidad. Su función es hacer que el animal, por ejemplo una avispa o una serpiente coral, altamente visible a los depredadores potenciales, por lo que se advierte, recuerda, y luego se evita. Como observa Peter Forbes, "Señales de advertencia de humanos emplean los mismos colores - rojo, amarillo, negro y blanco - que la naturaleza utiliza para anunciar criaturas peligrosas." Los colores de advertencia funcionan al ser asociados por los depredadores potenciales con algo que hace que la advertencia en animales con color sean desagradables o peligrosos. Esto se puede alcanzar de diferentes maneras, siendo una combinación de:

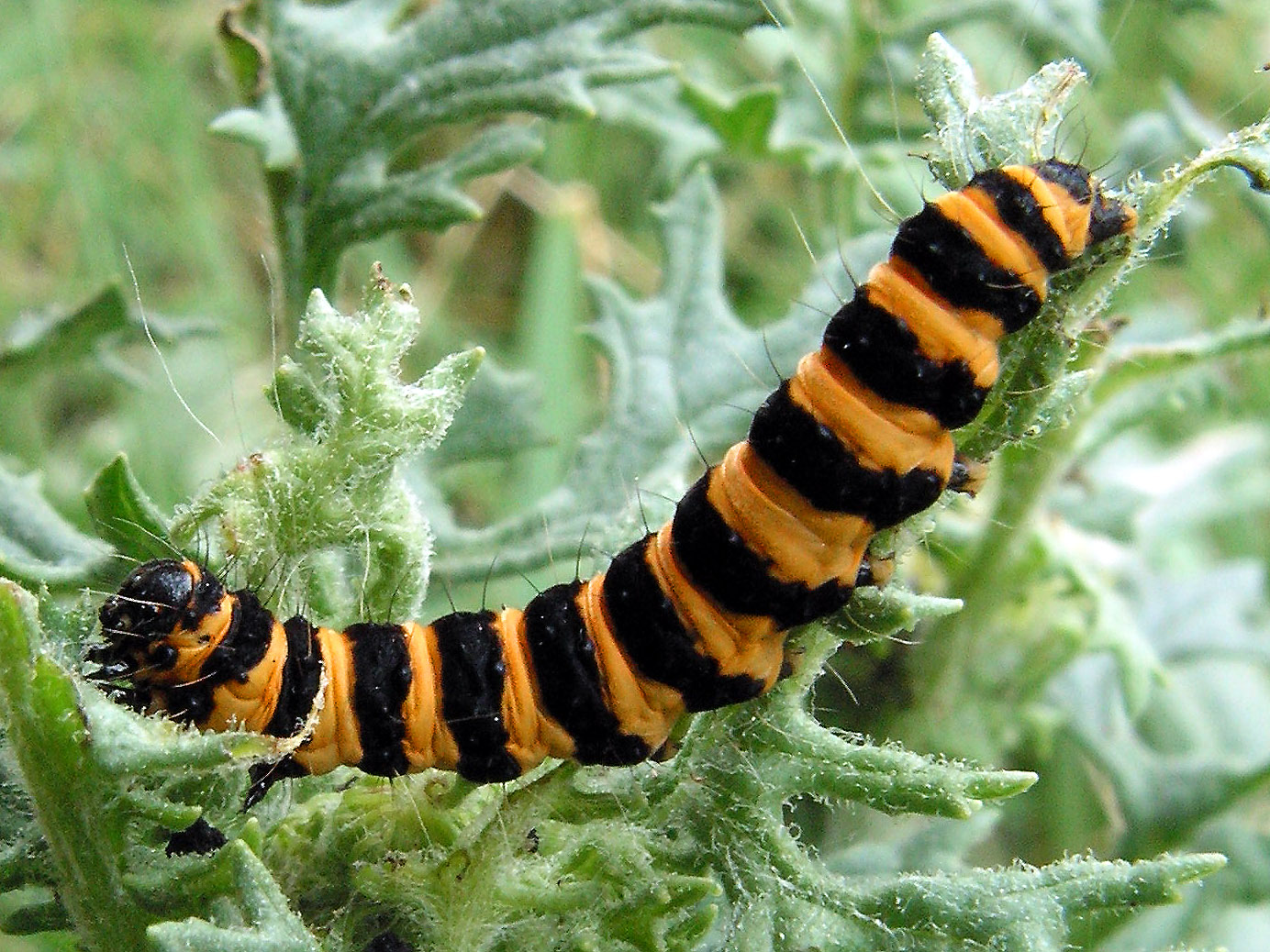
Los colores negro y amarillo de advertencia de la oruga de la polilla cinabrio,Tyria jacobaeae, se evitan instintivamente por algunos pájaros.

- de mal gusto, por ejemplo, las orugas, pupas y polillas de cinabrio adultos, las mariposas monarca y la mariposa variable Checkerspot,[26] tienen químicos de sabor amargo en su sangre.  Un monarca contiene más que suficientes toxinas para matar a un gato, mientras que un extracto de monarca hace que estorninos vomiten.[27]
- con mal olor, por ejemplo, la mofeta puede expulsar un líquido con un olor duradero y potente[28]
- agresivo y capaz de defenderse a sí mismo, por ejemplo, los tejones de miel[29]
- venenosa, por ejemplo una avispa puede hacer una picadura dolorosa, mientras que las serpientes como la víbora o serpiente de coral pueden hacer una mordedura fatal.[24]

La coloración de advertencia puede tener éxito, ya sea a través del comportamiento innato (instinto) por parte de los depredadores potenciales, o a través de una evasión aprendida. Cualquiera puede dar lugar a diversas formas de mimetismo. Los experimentos muestran que la evasión se aprende en las aves, mamíferos, lagartos, y anfibios, pero que algunas aves como las aves grandes tienen la evitación innata de ciertos colores y patrones, tales como rayas negras y amarillas.

### Mimetismo

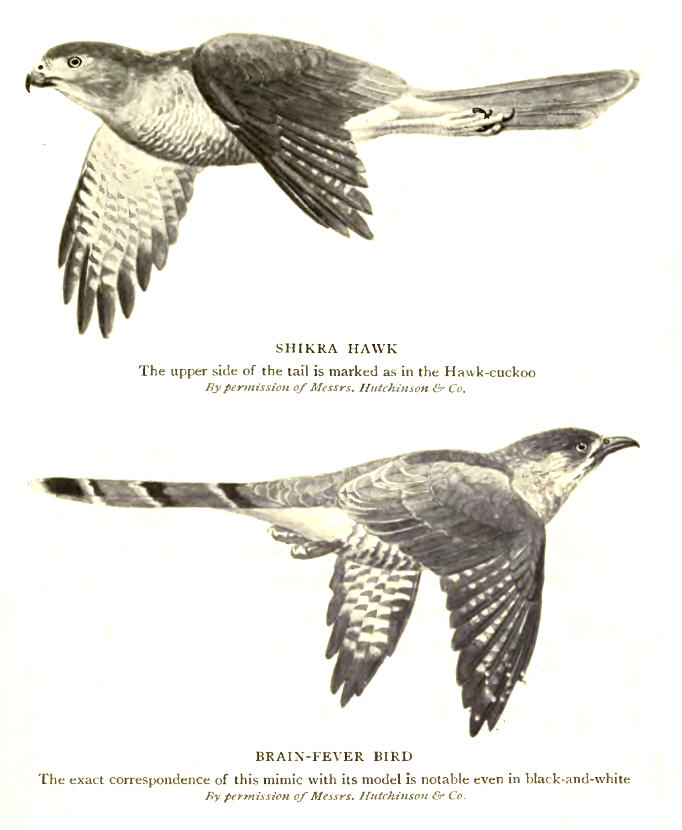
Un halcón se asemeja a la "shikra depredadora", dando tiempo para la puesta de huevos en el nido desapercibido de pájaros cantores.

El mimetismo significa que una especie animal de otra especie se asemeja estrechamente lo suficiente para engañar a los depredadores. Para evolucionar, las especies mimetizadas deben tener coloración de advertencia, ya que al ser de sabor amargo o peligrosa da la selección natural algo para trabajar. Una vez que una especie tiene un ligero, parecido a una especie de advertencia de color, la selección natural puede conducir sus colores y patrones hacia la imitación más perfecta. Existen numerosos mecanismos posibles, de las cuales, las más conocidas son:
- Mimetismo Batesiano, donde una especie comestible se asemeja a una especie de mal gusto o peligrosa. Esto es más común en los insectos como las mariposas. Un ejemplo conocido es la semejanza de los sírfidos inocuos (que no tienen aguijón) a las abejas.
- Mimetismo Mülleriano, donde dos especies animales o más desagradables o peligrosas se parecen entre sí. Esto es más común entre los insectos como avispas y las abejas (Hymenoptera).

El mimetismo batesiano fue descrito por primera vez por el naturalista pionero Henry W. Bates. Cuando un animal presa comestible llega a parecerse, aunque sea ligeramente, un animal de mal gusto, la selección natural favorece a aquellos individuos que, incluso ligeramente mejor se asemejen a la especie de mal gusto. Esto se debe a que incluso un pequeño grado de protección reduce la depredación y aumenta la probabilidad de que un imitador sobreviva y reproduzca. Por ejemplo, muchas especies de Syrphidae son de color negro y amarillo, como las abejas, y son, en consecuencia, son evitados por los pájaros (y personas).
El mimetismo de Müller fue descrito por primera vez por el naturalista pionero Fritz Müller. Cuando un animal de mal gusto viene a parecerse a un animal de mal gusto más común, la selección natural favorece a los individuos que incluso ligeramente mejor se asemejen a la meta. Por ejemplo, muchas especies de avispas y abejas son del mismo color negro y amarillo. La explicación de Müller del mecanismo para esto fue uno de los primeros usos de las matemáticas en la biología. Sostuvo que un depredador, como un pájaro joven, debe atacar al menos un insecto, dígase una avispa, al saber que los colores negro y amarillo significan una picadura de insectos. Si las abejas fueran de color diferente, el ave joven tendría que atacar a una de ellas también. Pero cuando las abejas y las avispas se parecen entre sí, el ave joven sólo tiene que atacar a una de todo el grupo para aprender a evitar a todos ellos. Por lo tanto, un menor número de abejas son atacadas si imitan a las avispas; lo mismo aplica a las avispas que imitan a las abejas. El resultado es semejanza mutua para la protección mutua.

### Distracción

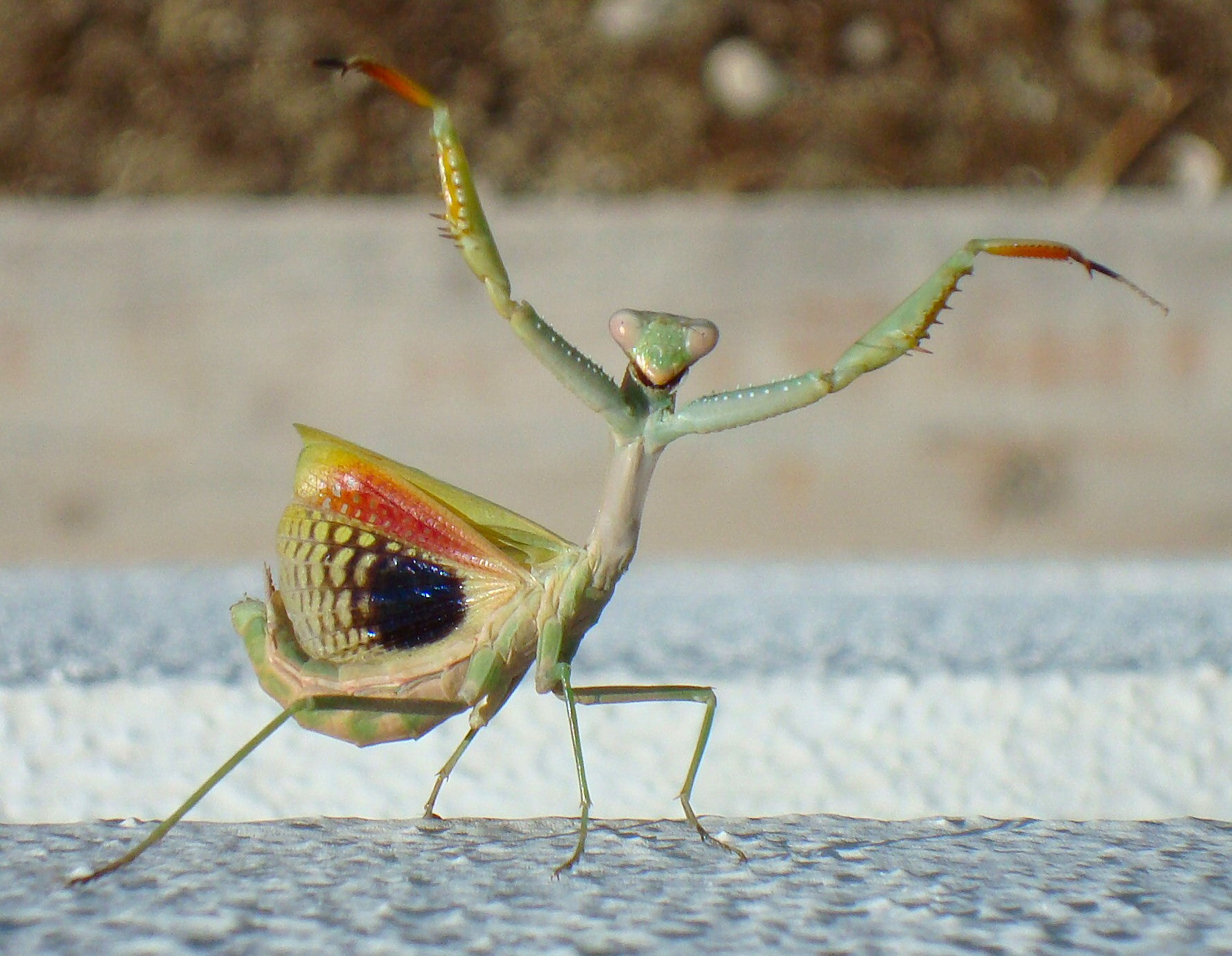
Un mantis religiosa en comportamiento deimático o en amenaza, cuando muestra las modificaciones visibles de color para asustar a los depredadores potenciales. Esto no es advertencia de coloración como el insecto que es agradable al paladar.

#### Alarma
Algunos animales, como muchas polillas, mantis y los saltamontes, tienen un repertorio de comportamiento amenazador o sorprendente, por ejemplo, el mostrar de repente manchas oculares visibles o parches de colores brillantes y contrastantes, con el fin de ahuyentar o distraer momentáneamente a un depredador. Esto le da al animal presa una oportunidad de escapar. El comportamiento es deimático (sorprendente) en lugar de aposemático ya que estos insectos son apetecibles para los depredadores, por lo que los colores de advertencia son engañosos, no una señal honesta.

#### Deslumbramiento de movimiento
Algunos animales presa como las cebras están marcados con los patrones de alto contraste, que posiblemente contribuyen a confundir a sus depredadores, como leones, durante una persecución. Las rayas en negrilla de una manada de funcionamiento cebra hacen que sea difícil para los depredadores estimar la velocidad y la dirección de la presa con precisión, o para identificar animales individuales, dando a la presa una mayor probabilidad de escapar. Dado que los patrones de deslumbramiento (por ejemplo, rayas de la cebra) hacen que los animales sean más difíciles de atrapar cuando se mueven, pero es más fácil detectar cuando está parado, hay una compensación evolutiva entre el deslumbramiento y el camuflaje. Otra teoría es que las rayas de la cebra podrían proporcionar cierta protección contra las moscas y los insectos que pican.

### Protección física
Muchos animales tienen pigmentos oscuros tales como melanina en la piel, los ojos y pelaje para protegerse contra las quemaduras solares (daño en los tejidos vivos causados por la luz ultravioleta).

### Regulación de temperatura

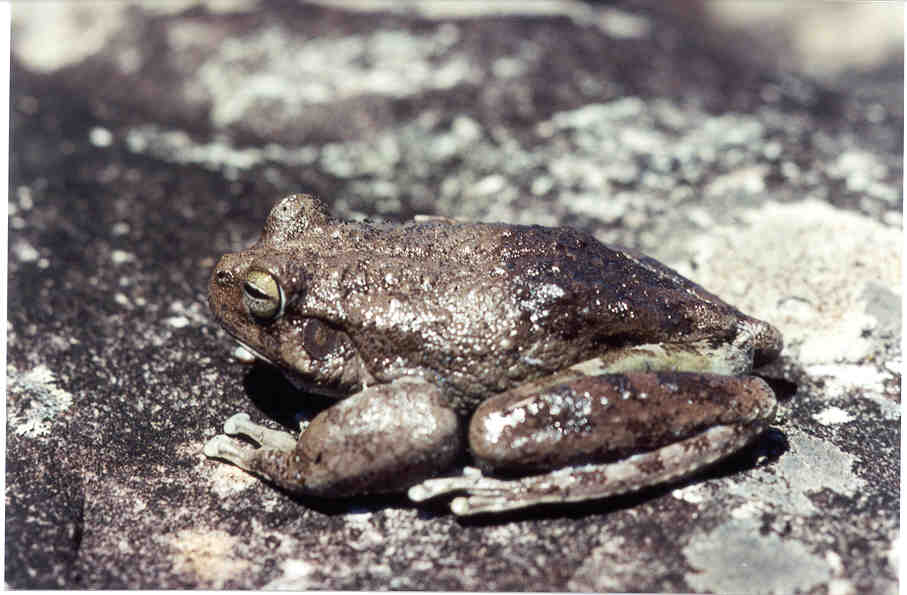
Esta rana cambia su color de piel para controlar su temperatura.

Algunas ranas como Bokermannohyla alvarengai, que toma el sol, aclara su color de piel cuando está caliente (y oscurece cuando está frío), por lo que su piel refleja más calor y así evita el sobrecalentamiento.

### Coloración incidental

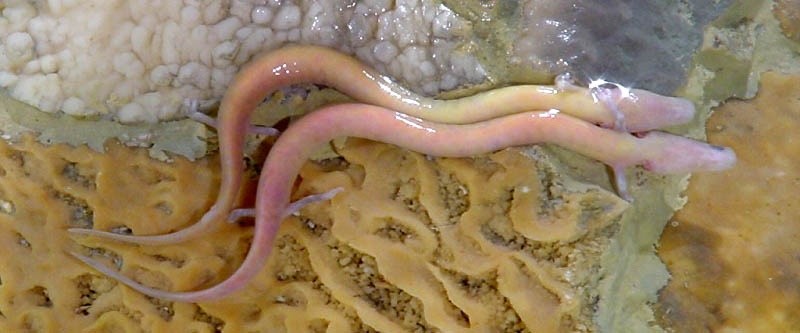
La sangre del olm hace que parezca rosa.

Algunos animales son de color puramente incidente porque su sangre contiene pigmentos. Por ejemplo, anfibios como el olm que viven en cuevas pueden ser en gran parte sin color ya que el color no tiene ninguna función en ese medio, pero muestran un poco de color rojo, debido al pigmento hemo en sus glóbulos rojos, necesarios para transportar oxígeno. También tienen un poco de color naranja debido a la riboflavina en su piel. Albinos humanos y las personas con piel clara tienen un color similar por la misma razón.

## Mecanismos de producción de color en animales

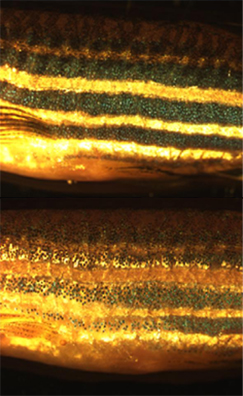
Lado del pez cebra muestra cómo los cromatóforos (manchas oscuras) responden a las 24 horas en la oscuridad (arriba) o la luz (abajo).

La coloración animal puede ser el resultado de cualquier combinación de pigmentos, cromatóforos, coloración estructural y bioluminiscencia.

### Coloración por pigmentos

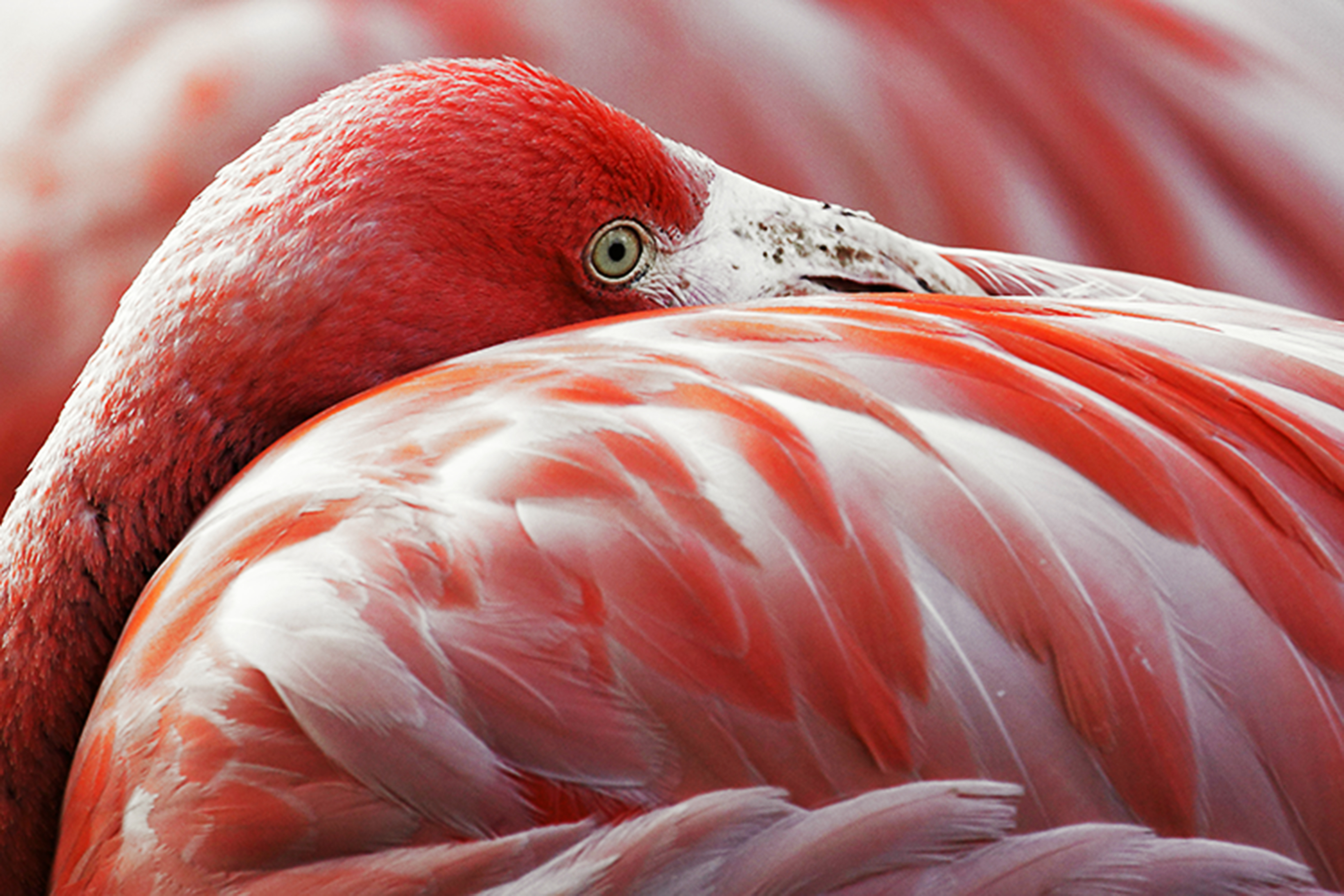
El pigmento rojo en el plumaje de un flamingo viene de su dieta de camarones, que lo obtienen de algas microscópicas rojas.

Los pigmentos son sustancias químicas de color (tales como la melanina) en los tejidos animales. Por ejemplo, el zorro ártico tiene una capa blanca en invierno (que contiene poco pigmento), y una capa marrón en verano (conteniendo más pigmento). Muchos animales, incluyendo mamíferos, aves y anfibios, son incapaces de sintetizar la mayoría de los pigmentos que colorean la piel o las plumas, con excepción de las melaninas de color marrón o negro que dan a muchos mamíferos sus tonos. Por ejemplo, el color amarillo brillante de un jilguero de América, el naranja sorprendente de un tritón de manchas rojas, el rojo intenso de un cardenal y el rosa de un flamenco se producen todos en pigmentos carotenoides sintetizados por las plantas. En el caso de los flamencos, el ave come camarones rosados, que son incapaces de sintetizar carotenoides. Los camarones obtienen su color de la carrocería de las algas rojas microscópicas, que al igual que la mayoría de las plantas son capaces de crear sus propios pigmentos, incluyendo tanto los carotenoides y la clorofila (verde). Los animales que comen plantas verdes no se conviertan en color verde, sin embargo, la clorofila no sobrevive a la digestión.

### Coloración por cromatóforos

Los melanóforos de peces y ranas son células que pueden cambiar de color mediante la dispersión o la agregación de los cuerpos que contienen pigmentos.

Los cromatóforos son células especiales que contienen pigmentos que pueden cambiar su tamaño, variando así el color y el patrón de la animal. El control voluntario de los cromatóforos se conoce como metacrosis. Por ejemplo, los calamares y los camaleones pueden cambiar rápidamente su aspecto, tanto para el camuflaje y señalización, como Aristóteles observó por primera vez hace más de 2000 años:

 Los pulpos ... buscan a su presa, por lo que cambian su color como para hacer al igual que el color de las piedras adyacentes a ella; lo hace también cuando está alarmado. 
Aristóteles

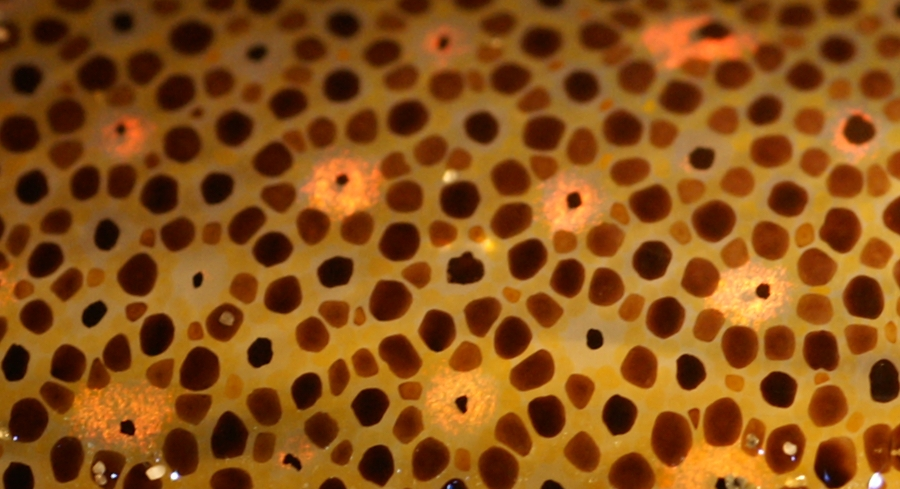
Cromatóforos de un calamar que aparece como negro, café, rojizo y áreas rosas en esta micrografía.

Cuando los moluscos cefalópodos como el calamar se encuentran sobre un fondo claro, se contraen muchos de sus cromatóforos, concentrando el pigmento en un área más pequeña, lo que resulta en un patrón de puntos diminutos, densos, pero muy espaciados, apareciendo luz. Cuando entran en un ambiente más oscuro, permiten a sus cromatóforos se expandan, creando un patrón de grandes manchas oscuras, y hacer que sus cuerpos se vean oscuros. Los anfibios como las ranas tienen tres tipos de células cromatóforos en forma de estrella en capas separadas de su piel. La capa superior contiene xantóforos con pigmentos naranjas, rojos o amarillos; la capa media contiene "iridóforos'' con un pigmento que refleja la luz plateada; mientras que la capa inferior contiene "melanóforos'' con la melanina oscura.

### Coloración estructural

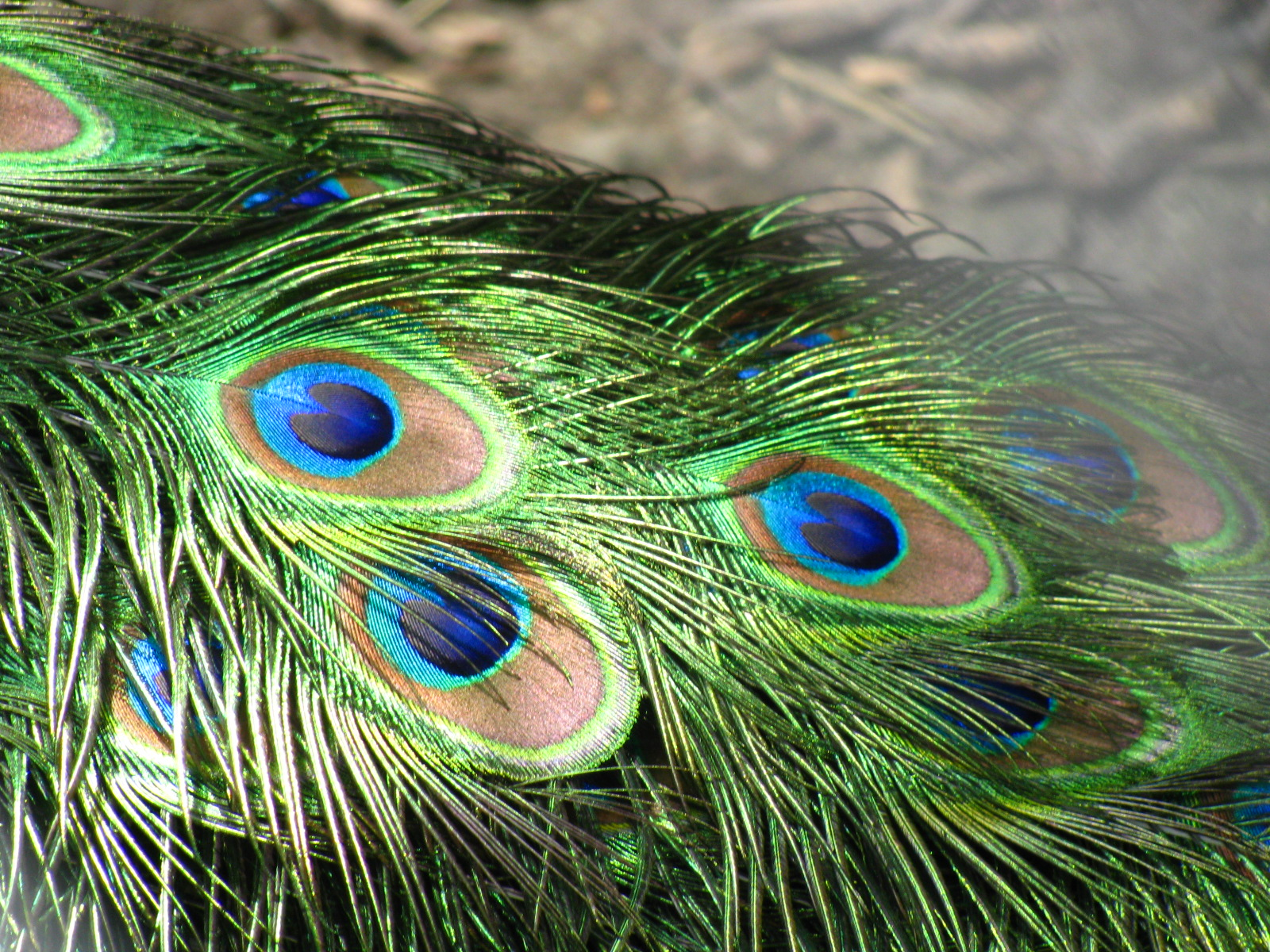
Los colores iridiscentes brillantes de las plumas de la cola del pavo real son creados por la coloración estructural.

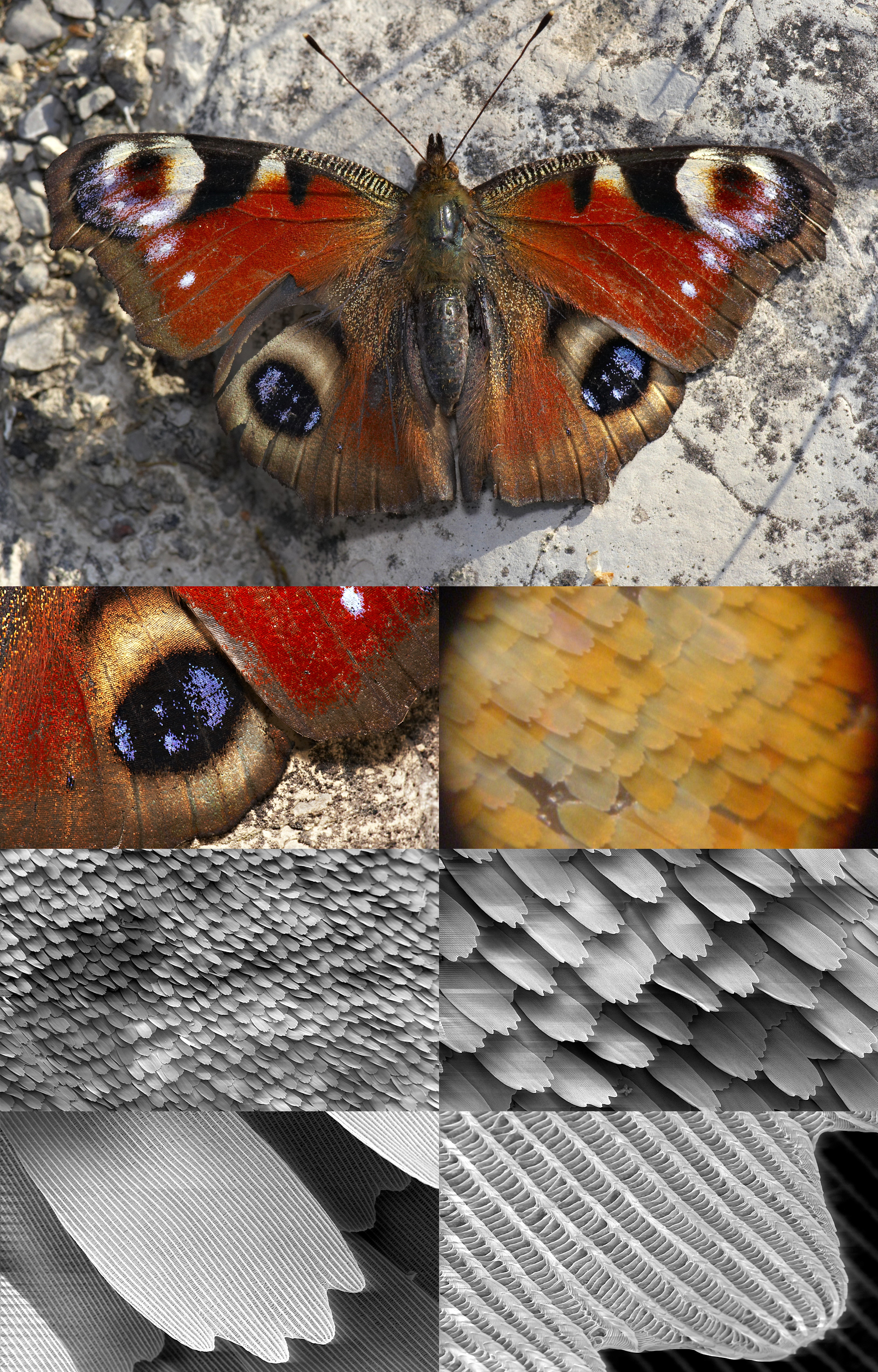
Ala de mariposa a diferentes ampliaciones revela que la quitina microestructurada actúa como rejilla de difracción.

Mientras que muchos animales son incapaces de sintetizar pigmentos carotenoides para crear superficies de color rojo y amarillo, los colores verde y azul de plumas de aves y caparazones de insectos por lo general no son producidos por pigmentos en absoluto, sino por la coloración estructural. La coloración estructural significa la producción del color de las superficies microscópicamente estructurados suficientemente fino como para interferir con la luz visible, a veces en combinación con pigmentos: por ejemplo, las plumas de la cola del pavo real son pigmentadas en castaño, pero su estructura hace que parezcan azul, turquesa y verde. La coloración estructural puede producir los colores más brillantes, a menudo iridiscentes. Por ejemplo, el brillo azul/verde en el plumaje de las aves como patos, y los colores púrpura/azul/verde/rojo de muchos escarabajos y mariposas son creados por coloración estructural. Los animales usan varios métodos para producir coloración estructural, como se describe en la tabla.
| Mecanismo             | Estructura                                                    | Ejemplo                                                                           |
| --------------------- | ------------------------------------------------------------- | --------------------------------------------------------------------------------- |
| Rejilla de difracción | Capas de quitina y aire                                       | Colores iridiscentes de las escalas de alas de la mariposa, plumas del pavo real  |
| Rejilla de difracción | Matrices de tres de quitina                                   | Placas de las alas de la mariposa Morpho                                          |
| Espejos selectivos    | Hoyuelos de tamaño micrométrico forrados con capas de quitina | Papilio palinurus, placas de las alas de la mariposa cola de golondrina esmeralda |
| Cristales fotónicos   | Matrices de agujeros de tamaños nanométricos                  | Placas de las alas de la mariposa "Cattleheart"                                   |
| Fibras de cristal     | Matrices hexagonales de nanofibras huecas                     | Afrodita, espinas de ratón de mar                                                 |
| Matrices deformadas   | Nanocanales aleatorios en "forma de esponja" queratina        | Difusión de azul no iridiscente de Ara ararauna, guacamaya azul y amarillo        |
| Proteínas reversibles | Proteínas de reflexión controladas por carga eléctrica        | Células iridóforas en la piel del caamar Loligo pealeii                           |

### Bioluminiscencia

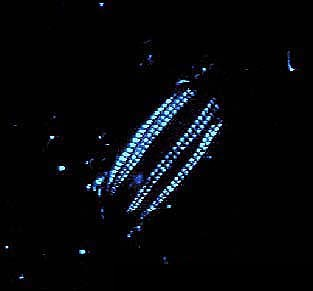
Euplokamis, una medusa peine es bioluminiscente.

La bioluminiscencia es la producción de luz, por los fotóforos de animales marinos, y las colas de luciérnagas y las luciérnagas. La bioluminiscencia, como otras formas de metabolismo, libera la energía derivada de la energía química de los alimentos. Un pigmento, luciferina es catalizada por la enzima luciferasa para reaccionar con el oxígeno, liberando luz. Las medusas peine como Euplokamis son bioluminiscentes, creando luz azul y verde, sobre todo cuando están estresadas.; cuando se les molesta, secretan una tinta que ilumina en los mismos colores. Ya que las medusas peine no son muy sensibles a la luz, su bioluminiscencia es poco probable que sea utilizada para señalar a otros miembros de la misma especie (por ejemplo, para atraer a sus parejas o repeler rivales); más probable, la luz ayuda a distraer a los depredadores o parásitos.  Algunas especies de calamares tienen órganos que producen luz (fotóforos) esparcidos por toda su parte inferior que crean un brillo resplandeciente. Esto proporciona un camuflaje contra-iluminación, evitando que el animal aparezca como una forma oscura cuando se ve desde abajo.
Algunos rapes de las profundidades del mar, donde es demasiado oscuro para cazar, contiene bacterias simbióticas en el 'cebo' en sus cañas de pescar. Estos emiten luz para atraer a sus presas.

### Libros pioneros
- Bates, Henry Walter (1863). The Naturalist on the River Amazons (2 volumes). John Murray, London.
- Beddard, Frank Evers (1892). Animal Coloration, An Account of the Principal Facts and Theories Relating to the Colours and Markings of Animals. Swan Sonnenschein, London.
- Cott, Hugh Bamford (1940). Adaptive Coloration in Animals. Methuen, London.
- Darwin, Charles (1874). The Descent of Man. Heinemann, London.
- Darwin, Charles (1859). On the Origin of Species. John Murray, London. Reprinted 1985, Penguin Classics, Harmondsworth.
- Hooke, Robert (1665.) Micrographia. J. Martyn and J. Allestry, London. Full text Archivado el 7 de agosto de 2016 en Wayback Machine.
- Poulton, Edward Bagnall (1890). The Colours of Animals, their meaning and use, especially considered in the case of insects. Kegan Paul, Trench, Trübner. London.
- Thayer, Abbott Handerson and Thayer, Gerald H. (1909). Concealing-Coloration in the Animal Kingdom. New York.
- Wallace, Alfred Russel (1895). Natural Selection and Tropical Nature. London.

### Lecturas generales
- Forbes, Peter (2009). Dazzled and Deceived: Mimicry and Camouflage. Yale, New Haven and London.
- Wickler, Wolfgang (1968). Mimicry in Plants and Animals. McGraw-Hill, New York.

### Libros para niños
- Kalman, Bobbie and Crossingham, John (2001). What are Camouflage and Mimicry?. Crabtree Publishing. (ages 4–8)
- Maze, Stephanie (2006). Beautiful Moments in the Wild: Animals and Their Colors. Moonstone Press, LLC. (ages 4–8)
- Mettler, Rene (2001). Animal Camouflage. Moonlight Publishing.